# DCA寒天培地

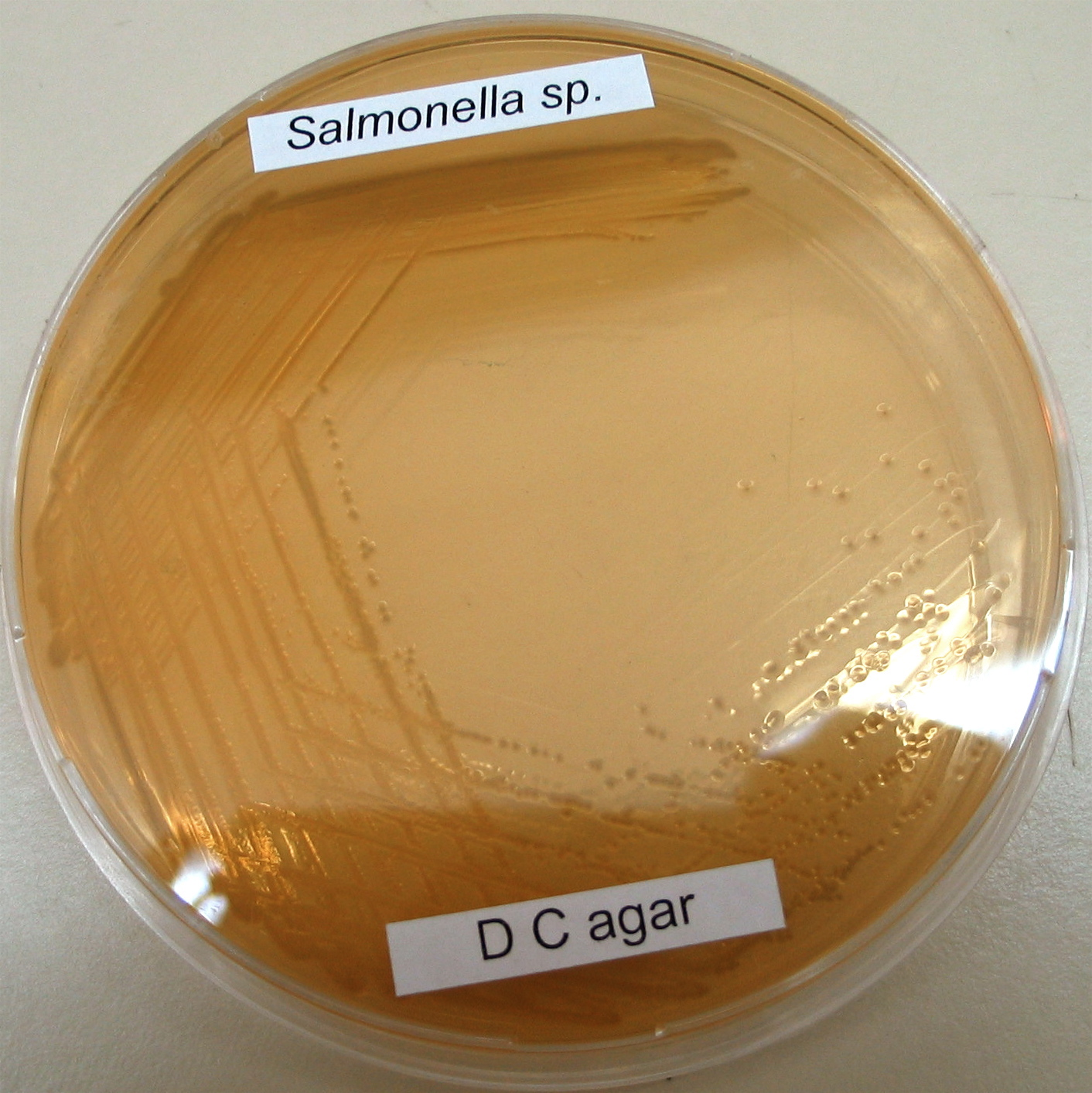
DCA寒天培地におけるサルモネラ属細菌の微生物学的培養

DCA寒天培地（DCAかんてんばいち、英：DCA agar, deoxycholate citrate agar）は、腸内病原菌の分離に用いられる固体培地である。

## 用途
特に細菌性赤痢を引き起こす細菌、食中毒を引き起こすサルモネラ株、Salmonella Paratyphiの分離に有用である。Salmonella Typhiにはあまり選択性がない。この培地は、ほとんどの腸内細菌、特にプロテウス属を阻害するが、これらの種はDCA寒天培地でも生存する。従って、病原菌が疑われる場合は、同定の前に、より阻害性の低い培地で再培養することが不可欠である。サルモネラ属は黄色または無色のコロニーで、しばしば中心部が暗い。DCA寒天培地ではサルモネラのように見える細菌が多数存在するため、サルモネラの同定にはより選択性の高い寒天培地、すなわちキXLD寒天培地を使用することが広く推奨されている。この寒天培地は熱に弱いので、デオキシコール酸塩添加後は速やかに分注し、冷却する必要がある。そうしないと、非常に柔らかくなり、取り扱いが困難になる。pHは約7.3で、分注して冷やすと淡いピンクから濃いピンクになる。

## Contents
DCA寒天培地1L中の含有量:
| クエン酸ナトリウム             | 20 g  |
| 寒天                           | 17 g  |
| Lactose                        | 10 g  |
| Solids from meat infusion      | 10 g  |
| Peptic digest of animal tissue | 10 g  |
| デオキシコール酸ナトリウム     | 5 g   |
| クエン酸第二鉄                 | 1 g   |
| ニュートラルレッド             | 20 mg |